# Alquindi
Abu Iúçufe Iacube ibne Ixaque Alquindi (em árabe: أبو يوسف يعقوب بن إسحاق الكندي; romaniz.: Abū Yūsuf Yaʻqūb ibn Isḥāq al-Kindī; Cufa, actual Iraque, 801 (ou 805) = 185, da Hégira — Bagdade, 873 = 256, da Hégira), conhecido simplesmente como Alquindi, também conhecido no Ocidente pela versão latinizada de seu nome, Alquindo (em latim: Alkindus), foi um célebre polímata árabe: destacou-se como filósofo, cientista, astrólogo, astrónomo e cosmólogo, químico, matemático, músico e médico.[carece de fontes?] Alquindi foi o primeiro dos filósofos islâmicos peripatéticos, e se destacou por introduzir a filosofia grega ao mundo árabe.
Alquindi era descendente da tribo dos quinditas. Nascido e educado em Cufa, realizou seus estudos superiores em Bagdade. Tornou-se uma figura eminente na Casa da Sabedoria e diversos califas abássidas o indicaram para supervisionar a tradução dos textos científicos e filosóficos gregos para o idioma árabe. Este contato com a "filosofia dos antigos", como era chamada a filosofia helenística pelos acadêmicos islâmicos, teve um efeito profundo no seu desenvolvimento intelectual e o levou a escrever um grande número de tratados sobre os mais diversos assuntos, desde a metafísica e a ética, até a matemática e a farmacologia.
No campo da matemática, Alquindi desempenhou um papel importante ao introduzir os numerais indianos ao mundo islâmico e cristão. Foi um pioneiro na criptoanálise e na criptologia, desenvolvendo diversos novos métodos de decifração, incluindo o método da análise de frequência. Utilizando-se de seus conhecimentos matemáticos e medicinais, foi capaz de desenvolver uma escala que permitia aos médicos quantificar a potência de seus medicamentos. Também realizou experimentos com a terapia musical.[carece de fontes?]
O tema central que sustenta os escritos filosóficos de Alquindi é a compatibilidade entre a filosofia e outras ciências islâmicas "ortodoxas", particularmente a teologia. Muitas de suas obras lidam com assuntos de interesse imediato para a teologia, como a natureza de Deus, a alma e a sabedoria profética. Mas apesar do papel importante que Alquindi desempenhou ao tornar a filosofia mais acessível a intelectuais muçulmanos, a sua própria produção filosófica ficou em segundo plano diante da obra de Alfarábi e poucos dos seus textos ainda estão disponíveis para os estudiosos modernos. Apesar disso, ainda é considerado como um dos maiores filósofos do mundo árabe, e por este motivo é conhecido simplesmente como "O Filósofo Árabe".

## Biografia
Alquindi nasceu em Cufa, numa família aristocrática da tribo de Quinda, que havia migrado para lá do Iêmem. Seu pai era governador de Cufa, e Alquindi começou a sua educação formal lá, concluindo-a posteriormente em Bagdade, onde teve como patronos o califa abássida Almamune. Devido ao seu conhecimento e às suas aptidões para os estudos, Almamune o indicou para a Casa da Sabedoria um centro recém-fundado, dedicado à tradução de textos filosóficos e científicos dos antigos gregos. Também se destacou por sua bela caligrafia, e foi empregado por algum tempo como calígrafo por Mutavaquil.
Com a morte de Almamune seu irmão, Almotácime, tornou-se califa. Alquindi teria uma posição de ainda mais destaque sob o novo governante, que o indicou como tutor de seu filho; porém, com a ascensão de outros intelectuais como Aluatique e Mutavaquil, o seu prestígio entrou em declínio. Existem diversas teorias a este respeito: alguns atribuem a decadência de Alquindi às disputas académicas na Casa da Sabedoria; outros referem-se às perseguições violentas de Mutavaquil contra muçulmanos não-ortodoxos (bem como de não-muçulmanos) - Alquindi teria até mesmo sofrido agressões físicas e sua biblioteca teria sido apreendida temporariamente. Alquindi teria morrido em Bagdade no ano 873, "um homem solitário", durante o reinado de Almutadide.
Depois de sua morte, as obras filosóficas de Alquindi caíram rapidamente na obscuridade e muitos deles foram perdidos até mesmo para os estudiosos e historiadores islâmicos. Alguns motivos para isso poderiam ter sido, além da militância ortodoxa de Mutavaquil, a destruição de inúmeras bibliotecas pelos mongóis durante a sua invasão; seus escritos também nunca teriam atingido popularidade entre filósofos influentes, como Alfarábi e Avicena, cujas próprias obras acabaram por suplantar a de Alquindi.

## Realizações
São atribuídos a Alquindi cerca de 15 trabalhos filosóficos. Raramente cita outros filósofos gregos que não Platão e Aristóteles, tendo também como influência a Escola de Alexandria do século VI. Homem profundamente religioso, foi dos primeiros que fizeram a tradução para árabe da obra de Aristóteles, de quem recebeu profunda influência ao formular a sua própria obra filosófica. Os seus trabalhos tiveram posteriormente um grande impacto em Averroes. Elaborou uma teoria das categorias.
A sua influência aristotélica unia-se a um profundo conhecimento das matemáticas, da medicina, da geometria e outras disciplinas científicas. Isso, juntamente com a sua defesa do livre arbítrio entre os seus contemporâneos, levou-o a considerar a necessidade de criar uma doutrina filosófica capaz de agrupar os distintos conhecimentos humanos.
O primeiro filósofo árabe como é conhecido por muitos biógrafos. Participou na intensa campanha de tradução da filosofia clássica grega e trabalhos científicos desenvolvendo essencialmente correções em obras já traduzidas para o árabe, comentando-as ou resumindo-as. Pode-se de algum modo concluir que Alquindi não possuía conhecimentos suficientes de grego para a tradução directa, mas o suficiente para proceder às suas correções enquanto tradução, particularmente no que diz respeito ao discurso filosófico.
O seu trabalho enciclopédico compreendia temas como aritmética, geometria, astronomia, música, medicina, farmácia, etc. A sua formação matemática e estudos sobre a matéria médica foram muito importantes, escreveu várias obras de cunho farmacêutico, como o Agrabadhin, Formulário médico e o Risala fi'ma'rifa quwwat al-adwiyat al- murakkaba latinizado De medicinarum compositarum gradibus investigandis traduzidos por Gerardo de Cremona, impressos em Salamanca (1501).
De medicinarum compositarum gradibus investigandis, dedica-se ao estudo dos graus de intensidades das qualidades (frio, húmido, etc.) dos medicamentos compostos. Alquindi considerou que mais difícil e importante que determinar o grau de qualidade de um medicamento simples era determinar e qualidade e potência das fórmulas compostas (segundo Galeno). Resolveu a questão através de uma formula matemática, através da qual a Intensidade de uma qualidade seria igual ao logaritmo de base 2 da proporção entre essa qualidade e a oposta no medicamento composto (ver fórmula). O Agrabadhin é um formulário organizado com muitas receitas segundo a sua forma farmacêutica, indicando a sua aplicação terapêutica.
Além destas áreas Alquindi estudou óptica (teoria da cor), investigou sobre temas como geologia, meteorologia, geografia, climatologia e astrologia. Desenvolveu estudos sobre o fabrico de relógios e instrumentos de astronomia. O seu método combina a força do conhecimento empírico, com uma tendência matemática que o levaram a procurar relações geométricas ou numéricas para os fenómenos naturais.
{\displaystyle I=log2Q/Qo}
I= Grau de intensidade de uma qualidade
Q=Número de partes da qualidade (p.e Quente)
Qo=Número de partes da qualidade oposta (p.e. Frio)